# Bidessus complicatus
Bidessus complicatus är en skalbaggsart som beskrevs av Sharp 1904. Bidessus complicatus ingår i släktet Bidessus och familjen dykare. Inga underarter finns listade i Catalogue of Life.